# Lindau
Lindau từng là một thành bang đế chế tự do (cho tới 1802), hiện là thủ phủ của huyện cùng tên Lindau thuộc bang Bayern. Thị trấn nằm ở phía bờ đông của Bodensee. Trung tâm lịch sử Lindau có diện tích 0.68 km2 nằm trên một hòn đảo được nối với đất liền bởi các cây cầu và đường sắt. Dân số tính đến ngày 31 tháng 12 năm 2021 của thị trấn là 25,547 người.

## Địa lý
Phố cổ lịch sử của Lindau nằm ở một đảo có cùng tên trong Bodensee, có diện tích 0,68 km² và có khoảng 3.000 người. Dân số ở khu này có lúc đã đông hơn rất nhiều, theo kiểm tra dân số vào ngày 16 tháng 6 năm 1925 thì số dân là 5.968. Đảo này nối với đất liền bằng một đê xe lửa và một cầu đường. Thuộc Lindau còn có đảo Hoy, mà trong thập niên 1920 được lập nên nhân tạo để bơi lội. 
Chỉ riêng những khu vực thành phố như Schachen, Aeschach, Reutin và Zech (từ tây sang đông) Lindau có bờ hồ dài hơn 7 km và có ranh giới với Thụy Sĩ và Áo. Ở bờ hồ thường có một vòng đai cỏ sậy, sau đó là một cánh đồng ngập nước rồi bãi đất.

## Lịch sử

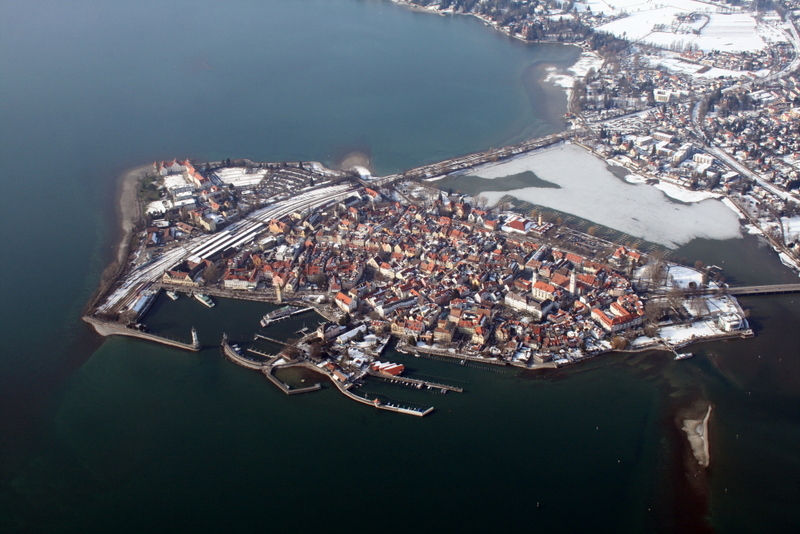
Lindau vào mùa đông

Tên gọi Lindau lần đầu tiên được nhắc đến trong một quyển viết năm 882 của một tu sĩ dòng Thánh St. Gallen, nói là ông Adalbert, thuộc tổng Raetia, đã lập ra một tu viện trên hòn đảo này. Tuy vậy, nhiều di tích từ thời đế chế La Mã thế kỷ 1 đã được tìm thấy ở huyện Aeschach có liên quan đến tên gọi này.
Năm 1180, nhà thờ thánh St. Stephan được xây dựng. Năm 1224, những người theo dòng thánh St. Francis của Assisi đã lập ra một tu viện trên đảo này. Khoảng năm 1274/75 Lindau trở thành thành phốddee quốc tự do dưới thời vua Rudolph I. Năm 1430, khoảng 15 người theo đạo do thái trong thành phố bị thiêu hỏa sau khi bị buộc tội giết chết một đứa trẻ Công giáo. Năm 1528, Lindau theo phong trào tin lành. Ban đầu thành phố theo nhánh Tetrapolitan, sau đó nhánh Augsburg. 
Sau khi Đế quốc La Mã Thần thánh giải tán, Lindau mất quyền lợi là một thành phố tự do 1802, cả tu viện nữ mà đã có từ ngàn năm nay cũng bị thế tục hóa. Thành phố rơi vào tay công tước Karl August von Bretzenheim mà đã giao thành phố này cho vương quốc Áo 1804. 1805 theo hiệp ước Pressburg Áo đã trả thành phố này lại cho Bayern.

## Điểm du lịch

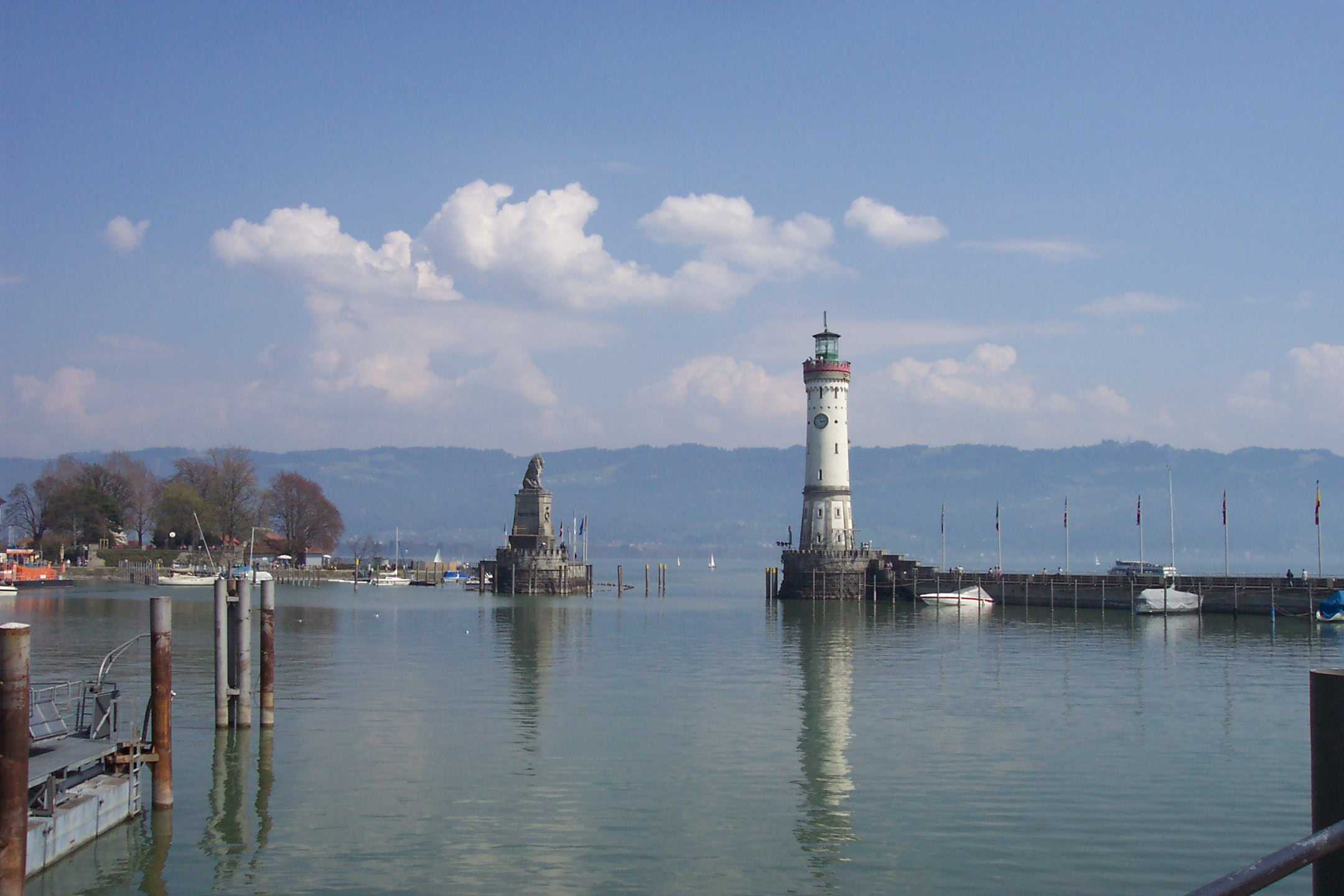
Cổng vào cảng Lindau

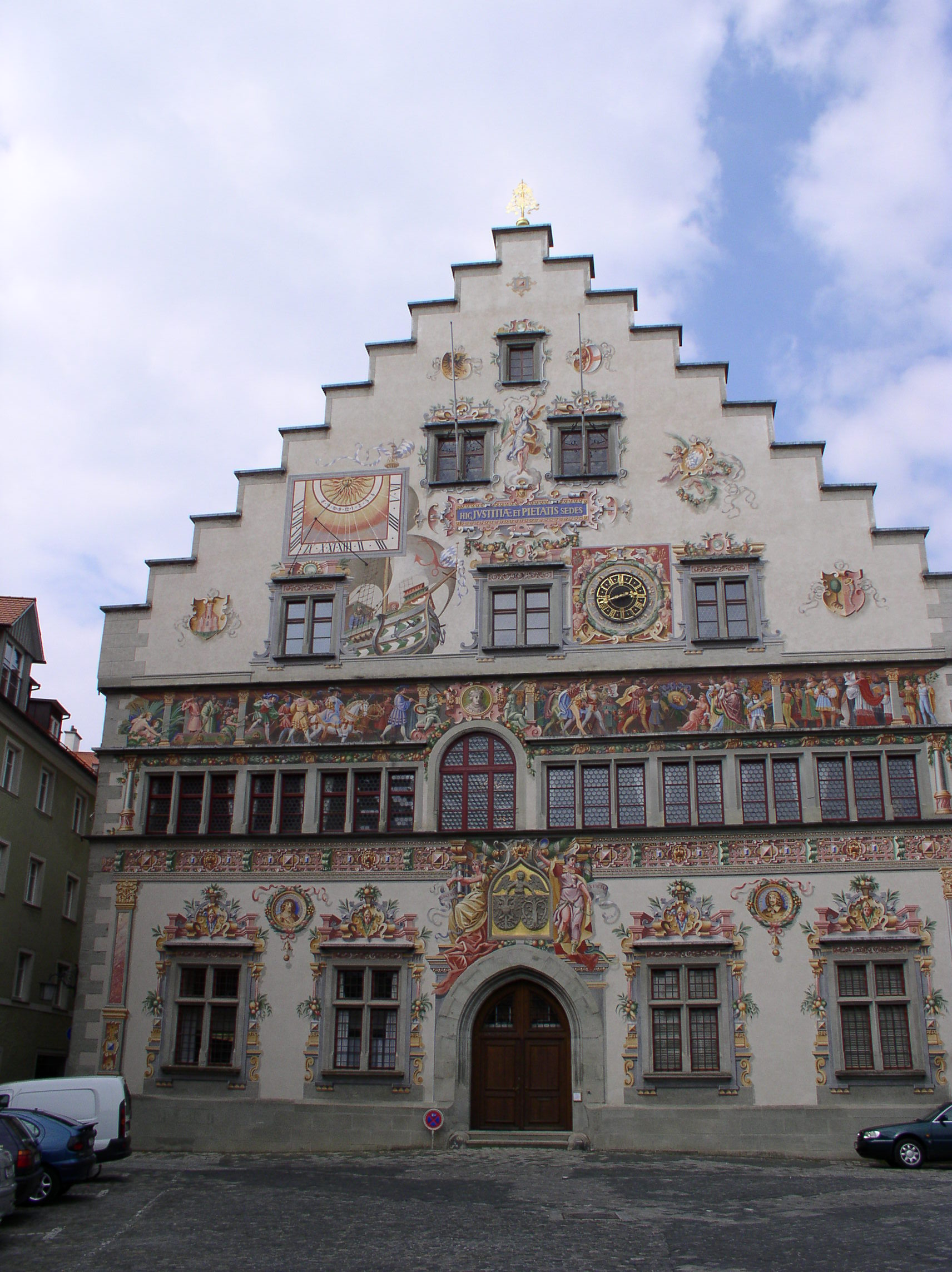
Mặt sau của tòa nhà trung tâm cũ của thị trấn Lindau

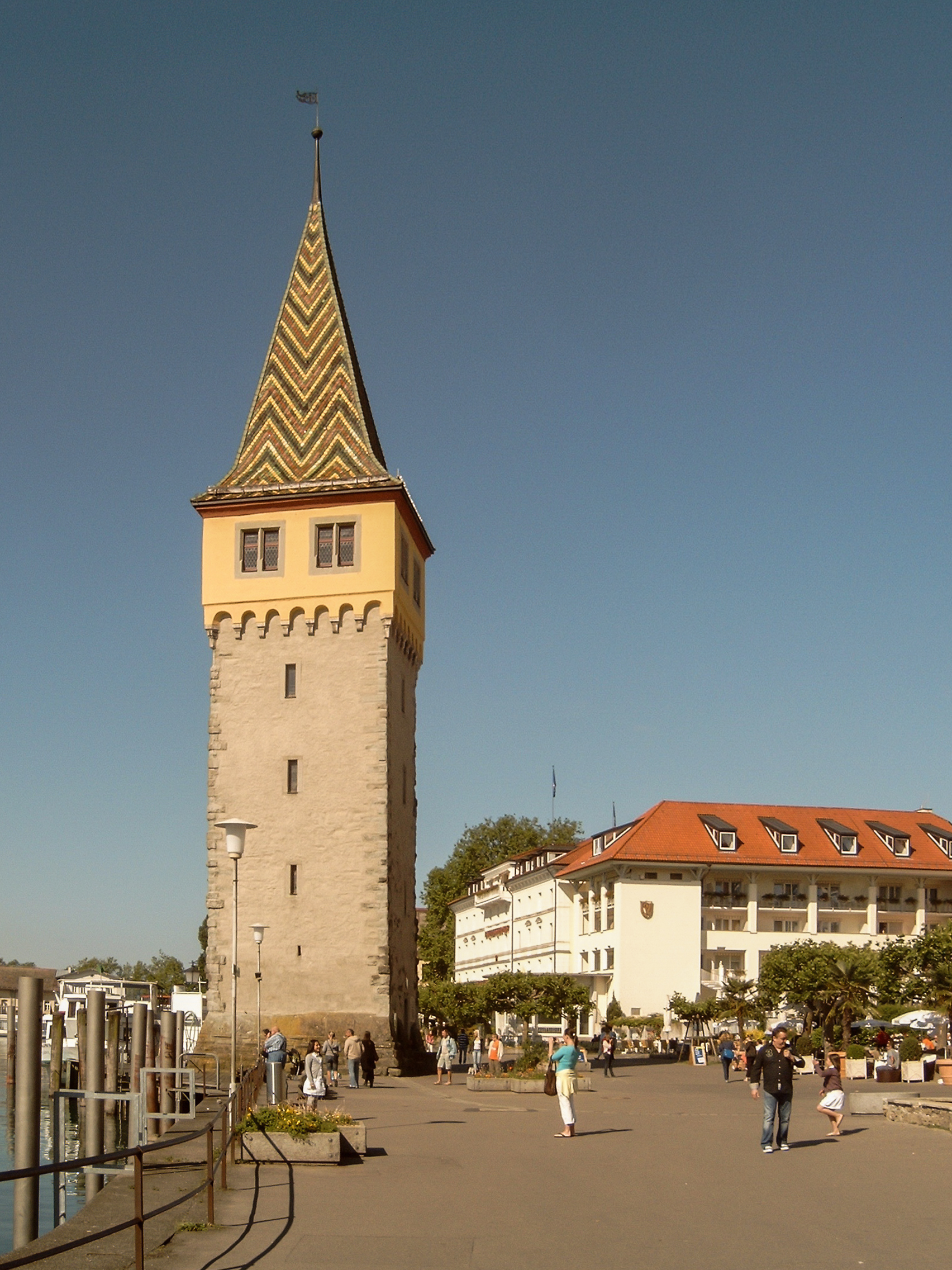
tháp Mangenturm

Lindau nằm gần điểm 3 biên giới Thụy Sĩ, Áo, Đức giáp nhau. Nó nằm cạnh bờ hồ Bodensee dưới ngọn núi Pfänder. Lindau rất được ưa thích bởi du khách vì thành phố thời Trung cổ và vị trí rất thoải mái ở hồ. Sòng bạc của bang Bayern cũng là một chỗ lôi cuốn khác.
- Ngọn hải đăng và hình điêu khắc sư tử Bayern tại lối vào cảng
- Nhà thờ thánh St. Stephan
- Peterskirche (nhà thờ thánh St. Peter)
- Nhà thờ "Unserer Lieben Frau"
- Maximilianstraße (con đường chính tập trung buôn bán)
- Tòa thị chính cổ
- Đường đi dạo bên hồ Aeschach

## Kinh tế
Trong lịch sử, tuyến đường thương mại từ Nürnberg tới Ý đã đi qua Lindau; sản lượng cá từ bodensee cũng đóng vai trò quan trọng trong kinh tế của thành phố. Trong thế kỷ 19, Lindau là một trong địa điểm quan trọng của công nghiệp dệt. Ngày nay có một số công ty hoạt động tại thị trấn gồm:
- Lindauer DORNIER GmbH (nhà máy dệt)
- Liebherr (Điện tử)
- Hệ thống tự động hóa Metzeler Lưu trữ ngày 9 tháng 5 năm 2008 tại Wayback Machine
- Tủ lạnh Axima Lưu trữ ngày 16 tháng 2 năm 2007 tại Wayback Machine (trước đây là Sulzer-Escher-Wyss, sản xuất thiết bị điều hòa không khí và tủ lạnh)
- Lindauer Fruchtgarten (trước là Lindavia, đồ uống trái cây)
- Tanner AG
- infolox GmbH (sản phẩm về catalô)
- IPS Intelligent Process Solutions GmbH (phần mềm)
- Continental Automotive

## Trường học
Lindau có 2 trường phổ thông: Bodensee-Gymnasium và Valentin-Heider-Gymnasium.

## Phả hệ
Lindau được cho là nguồn gốc của tên họ Lindauer trong các nước Đức, Thụy Sĩ, vùng Alsace-Lorraine, Áo và Cộng hòa Séc.

## Hợp tác quốc tế
Từ năm 1964, Lindau đã kết nghĩa với thị trấn Chelles là nơi mà binh sĩ Pháp đã trở về đầu tiên sau chiến tranh thế giới lần thứ hai.
Lindau kết nghĩa với các thị trấn:
- Serpukhov (Nga)
- Chelles (Pháp)
- Reitnau (Thụy Sĩ)